# Little Kix
Little Kix è il terzo album in studio del gruppo musicale inglese Mansun, pubblicato nel 2000.

## Tracce
Testi e musiche di Paul Draper, eccetto dove indicato.
1. Butterfly (A New Beginning) – 5:52 (Draper, Dominic Chad)
2. I Can Only Disappoint U – 4:47 (Draper, Chad)
3. Comes as No Surprise – 4:01
4. Electric Man – 5:21
5. Love Is... – 4:37
6. Soundtrack 4 2 Lovers – 4:11 (Draper, Chad)
7. Forgive Me – 4:44
8. Until the Next Life – 4:49
9. Fool – 4:17
10. We Are the Boys – 4:25
11. Goodbye – 5:10

## Formazione
- Paul Draper – voce, chitarra acustica, tastiera
- Dominic Chad – chitarra elettrica, cori, piano
- Stove King – basso
- Andie Rathbone – batteria, percussioni